# Ялден, Максвелл Фримен
Максвелл Фримен Ялден (англ. Maxwell Freeman Yalden; 12 апреля 1930, Торонто, Онтарио, Канада — 9 февраля 2015, Оттава) — канадский государственный деятель, политик и дипломат.
Родившись в 1930 году в Канаде в семье эмигрантов из Великобритании и Тринидада, Максвелл Ялден получил образование в Торонтском, Парижском, Мичиганском и Кембриджском университетах. После окончания учёбы он был направлен на дипломатическую работу в Москву, Женеву и Париж. Впоследствии, Ялден занимал посты специального советника заместителя государственного секретаря по внешним связям, его помощника, а также заместителя министра коммуникаций. С 1977 по 1984 год он был комиссаром официальных языков. На этом посту Ялден сыграл важную роль в процессе перехода Канады к двуязычному состоянию, обеспечив всех жителей страны доступом к необходимым услугам на родном для них языке. С 1984 по 1987 год он одновременно был послом Канады в Люксембурге и Бельгии. С 1984 по 1996 год Ялден находился на посту Главного комиссара Канадской Комиссии по правам человека. В этой должности он внёс большой вклад в законодательное закрепление недопустимости дискриминации по признаку сексуальной ориентации, половой и религиозной принадлежности, обеспечение равного доступа различных социальных групп к медицинским услугам, снижение распространения СПИДа путём усовершенствования санитарных норм, улучшение положения женщин, людей с ограниченными возможностями, пожилых людей, этнических и расовых меньшинств, прав коренных народов. До 2004 года Ялден был членом  Комиссии по правам человека ООН. Заслужив репутацию человека готового выступить за правду и ярого борца за права человека в Канаде, он был удостоен званий Командора Ордена Плеяд и Компаньона Ордена Канады, а также степеней докторов различных университетов. Окружённый всеобщим почётом и уважением, Максвелл Ялден скончался в 2015 году в возрасте 84 лет.

## Биография

### Молодые годы и образование
Родился 12 апреля 1930 года в Торонто. Единственный ребёнок в семье продавца Фредерика Ялдена, иммигрировавшего из Великобритании, и медсестры Мэри Смит, родившейся на острове Тринидад.
В 1952 году Ялден получил степень бакалавра искусств Колледжа Виктории Торонтского университета и до 1953 года учился в Парижском университете. Затем, с 1954 по 1956 год учился в Мичиганском университете в США, где получил степени магистра искусств и доктора философии. В 1958 году Ялден окончил курсы русского языка в Кембриджском университете.

### Карьера
В 1956 году Ялден поступил на работу в министерство иностранных дел Канады, и через два года был переведён в Москву в качестве второго секретаря посольства Канады. В 1960 году он стал членом канадской делегации на Конференции по разоружению десяти наций в Женеве и в том же году вернулся в Оттаву для работы в Отделе по разоружению. В августе 1963 года Ялден был назначен первым секретарём посольства Канады в Париже, а в 1965 году стал его советником. В 1967 году он вернулся в Оттаву в качестве специального советника заместителя государственного секретаря по внешним связям, ответственного за федеральные и провинциальные отношения. С 1969 по 1973 год Ялден занимал пост помощника заместителя госсекретаря и отвечал за продвижение официального двуязычия в Канаде. С мая 1973 по сентябрь 1977 года он был заместителем министра коммуникаций.
С 1977 по 1984 год Ялден занимал пост второго комиссара официальных языков при премьер-министре Пьере Трюдо. На этой должности Ялдену, столкнувшемуся с языковой напряжённостью, удалось смягчить негативную реакцию общественности по отношению к Акту об официальных языках, сумев привлечь внимание к необходимости пересмотра его некоторых положений, для того чтобы закон, принятый ещё в 1969 году, полностью соответствовал нормам Хартии прав и свобод. Таким образом, он нормализовал переход всей территории Канады от одноязычного до двуязычного состояния, хоть и не завершив его, но проделав весьма успешную работу, частью которой стало открытие региональных офисов управления официальных языков в Монктоне, Виннипеге, Монреале, Садбери и Эдмонтоне в целях улучшения доступа канадцев к необходимым услугам.
С 24 мая 1984 по 6 ноября 1987 года Ялден был послом Канады в Люксембурге, а с 31 августа 1984 по 6 ноября 1987 года — в Бельгии.
С 1984 по 1996 год Ялден занимал пост Главного комиссара Канадской Комиссии по правам человека. Он занимался реализацией законодательства в области прав человека и рассмотрением отдельных случаев нарушений, будучи ответственным за ставшие легендарными ежегодные доклады перед парламентом, представлявших собой комплексную оценку прогресса, достигнутого в данной сфере со стороны государственных органов и частного сектора. Также он внёс большой вклад в законодательное закрепление недопустимости дискриминации по признаку сексуальной ориентации, половой и религиозной принадлежности в Акте о правах человека. В 1992 году представители Комиссии утверждали в Федеральном апелляционном суде, что гомосексуалам должна быть предоставлена равная защита в соответствии с этим актом, в результате чего судьями было вынесено решение, приведшее к изданию в 1996 году федеральным правительством Билля C-33, охарактеризовавшим сексуальную ориентацию как недопустимое основание для дискриминации. Под руководством Ялдена, Комиссия активно участвовала в обеспечении равного доступа однополых пар к социальным пособиям, благодаря чему в 1996 году Трибунал по правам человека обязал федеральное правительство наделить всех сотрудников преимуществом в оказании медицинских и стоматологических услуг. В то же время Ялден находился и в авангарде движения за права человека для лиц, инфицированных ВИЧ/СПИД. В связи с этим, одной из важных инициатив его ведомства была поддержка решения руководства федеральных тюрем, неохотно признающих проблему наркотиков среди заключенных, о поставке средств для стерилизации игл шприцев в рамках усилий по снижению распространения СПИДа. Помимо этого, Ялден внёс большой вклад в улучшение положения женщин, людей с ограниченными возможностями, пожилых людей, этнических и расовых меньшинств, а также понимание ущемления прав коренных народов, сетуя на свою неспособность добиться значительного прогресса в этом вопросе, и называя его «позорной проблемой дискриминации прав человека в Канаде». При этом он отвергал «очень сложные глобальные решения» Королевской комиссии по делам коренных народов по пересмотру практически всех аспектов правового и политического порядка, рекомендуя скромные и последовательные шаги, такие как оптимизация процесса земельных претензий.
В 1993 году Ялден стал основателем и председателем Международного координационного комитета национальных учреждений, созданного после окончания Мировой конференции по правам человека. С 1996 по 2004 год он был членом Комитета по правам человека ООН.
На протяжении своей 50-летней карьеры на государственной службе Ялден был известен своей готовностью выступить за правду, став самым ярым борцом за права человека в Канаде. В 2011 году он стал лауреатом Канадской адвокатской ассоциации «Ally Award», присуждаемой за достижения в продвижении дела равенства для лесбиянок, геев, бисексуалов, транссексуалов и интерсексуальных людей. В 2014 году Ялден получил «Награду выдающегося выпускника» Университета Виктории. Также, Ялден был членом Почётного совета Международного центра обучения правам человека «Equitas» и Совета директоров Фонда Жюля и Поля-Эмиля Леже.

### Смерть и похороны
Максвелл Фримен Ялден скончался утром 9 февраля 2015 года в возрасте 84 лет от осложнений после пневмонии в Госпитале Оттавы. После него остались его жена Дженис, прожившая с ним в браке более 60 лет, сын Роберт и внучка Зои. Второй ребёнок Ялдена — дочь Сесиль умерла в 1990 году в результате несчастного случая.
Действующий Комиссар официальных языков Грэм Фрейзер отметил, что «его дружба была дорогой для меня. Я восхищался его энергией и духовной строгостью, и я ценил его советы и мнения. Он всегда был центром сохранения языковой дуальности. Точность его мышления и глубина его идей были впечатляющими. Я выражаю свои глубокие соболезнования его семье». Сенатор Мари-Поль Шаретт-Пулин от имени Либерального форума Сената сказала, что «он имел репутацию честного и прямого человека за использование своего дипломатического таланта и сбалансированного подхода в решении каждой проблемы, доведенной до его сведения», будучи «прежде всего убежденным защитником прав человека и прав языковых меньшинств в Канаде»
Похороны Ялдена прошли в апреле на кладбище Бичвуд.

## Почести и награды
В 1982 году Ялден был удостоен звания почётного доктора, а в 1997 году стал адъюнкт-профессором права Оттавского университета. В 1998 году ему было присвоено звание почётного доктора юриспруденции Карлтонского университета.
В 1986 году Ялден стал Командором Ордена Плеяд. В 1988 году он стал Офицером Ордена Канады, а в 1999-м — Компаньоном. В 2002 году Ялден был награждён медалью Золотого юбилея королевы Елизаветы II, а в 2012-м — Бриллиантового. Также он был награждён медалью Столетия Канады и медалью 125-летия Конфедерации Канады.